# Френч, Дон
Дон Ро́ма Френч (англ. Dawn Roma French; 11 октября 1957, Холихед, Уэльс, Великобритания) — британская актриса, комедиантка, сценаристка и продюсер.

## Биография
Дон Рома Френч родилась 11 октября 1957 года в Холихеде (ныне в округе Гуинет, Уэльс, Великобритания) в семье Дениса Вернона Френча (1932—1977) и Фелисити О’Брайен. Есть старший брат Гэри (род.1955).

## Карьера
Френч снимается в кино с 1981 года. В настоящее время она сыграла в 62-х фильмах и телесериалах. Известна как сценаристка и исполнительница одной из двух главных ролей (на пару с Дженнифер Сондерс) в телесериале «Френч и Сондерс» (1987—2005). Среди её наиболее заметных работ — главная роль в телесериале «Викарий из Дибли», написанная специально для неё, и роль Полной Дамы из фильма «Гарри Поттер и узник Азкабана».

## Личная жизнь
В 1984—2010 годах Дон была замужем за актёром Ленни Генри (род. 1958). У бывших супругов есть приёмная дочь — Билли Генри (род. 1991).
С 20 апреля 2013 года Дон замужем во второй раз за Марком Бигнеллом.

## Избранная фильмография
| Год       |     | Русское название                               | Оригинальное название                    | Роль                       |
| --------- | --- | ---------------------------------------------- | ---------------------------------------- | -------------------------- |
| 1987—2005 | с   | Френч и Сондерс                                | French and Saunders                      | разные роли                |
| 1994—2007 | с   | Викарий из Дибли                               | The Vicar of Dibley                      | Джералдин Гренжер, викарий |
| 1999      | мтф | Дэвид Копперфилд                               | David Copperfield                        | миссис Крапп               |
| 2004      | ф   | Гарри Поттер и узник Азкабана                  | Harry Potter and the Prisoner of Azkaban | Полная Дама                |
| 2005      | ф   | Хроники Нарнии: Лев, колдунья и волшебный шкаф | Оригинальное название неизвестно         | Бобриха (голос)            |
| 2008—2011 | с   | Чуть свет — в Кэндлфорд                        | Lark Rise to Candleford                  | Кэролайн Арлес             |
| 2022      | ф   | Смерть на Ниле                                 | Death on the Nile                        | миссис Бауэрс              |